# 80-й армейский корпус (вермахт)
80-й армейский корпус (нем. LXXX. Armeekorps), сформирован 27 мая 1942 года.

## Боевой путь
С июня 1942 года — дислоцировался на западе Франции (Бордо, Ла-Рошель).
С июня 1944 — бои в Нормандии против высадившихся американо-британских войск.
В 1945 году — бои в Германии.

## Состав корпуса
В июле 1943:
- 708-я пехотная дивизия
- 152-я резервная дивизия

В июле 1944:
- 708-я пехотная дивизия
- 152-я резервная дивизия

15 декабря 1944
- Командующий: генерал пехоты F.Beyer
  - 408-й моторизованный народный артиллерийский корпус
  - 1-й батальон (RSO): 3 (tmot) батареи (6 75mm FK 40)
  - 2-й батальон: 2 (tmot) батареи (6 100mm K 18)
  - 3-й батальон (RSO): 3 (tmot) батареи (6 105mm leFH 18/40)
  - 4-й батальон: 2 (tmot) батареи (6 152mm KH 433(r))
  - 5-й батальон: 2 (tmot) батареи (6 122mm sFH 396(r))
  - 8-я (t-mot) народная миномётная бригада
  - 2-й миномётный полк
  - Учебный миномётный полк (70 150mm, 18 210mm & 26 300 мм пусковые установки)
  - 657-й тяжёлый противотанковый дивизион
  - 1095-я артиллерийская батарея
  - 212-я народная пехотная дивизия: генерал-майор F.Sensfuss22
    - 1/,2/316-й народный пехотный полк
    - 1/,2/320-й народный пехотный полк
    - 1/,2/423-й народный пехотный полк
    - 1/,2/,3/,4/212-й артиллерийский полк
      - 75mm FK 40 (на 14 декабря) — 18
      - 105mm lFH 18/40 (на 14 декабря) — 18
      - 150mm sFH 18 (на 14 декабря) — 12

    - 212-й противотанковый дивизион (5 StuG)
    - 212-й стрелковый батальон
    - 212-й инженерный батальон
    - 212-й батальон связи
    - Подразделения обеспечения дивизии

  - 276-я народная пехотная дивизия: полковник K.Möhring23
    - 1/,2/986-й народный пехотный полк
    - 1/,2/987-й народный пехотный полк
    - 1/,2/988-й народный пехотный полк
    - 1/,2,/,3/,4/276-й артиллерийский полк
      - 75mm FK 40 (на 14 декабря) — 18
      - 105mm lFH 18/40 (на 14 декабря) — 24
      - 150mm sFH 18 (на 14 декабря) — 12

    - 276-й противотанковый дивизион
    - 276-й стрелковый батальон
    - 276-й инженерный батальон
    - 276-й батальон связи
    - Подразделения обеспечения дивизии[1]

В апреле 1945:
- 198-я пехотная дивизия
- 16-я народная пехотная дивизия
- 47-я народная пехотная дивизия
- 559-я народная пехотная дивизия

## Командующие корпусом
- С 27 мая 1942 — генерал артиллерии Курт Галленкамп
- С 7 августа 1944 — генерал пехоты Франц Бейер